# Канада на Зимским олимпијским играма 1928.
Канада је учествовала на другим по реду Зимским олимпијским играма одржаним 1928. године у Санкт Морицу, Швајцарска. То су биле друге Зимске игре на којима су учествовали канадски спортисти. Канада је учествовала у 10 спортских дисциплина од укупно 6 спортова у којима су учествовали: Хокеју на леду, уметничком клизању, крос контри, нордијској комбинацији, скијашким скоковима и брзинском клизању. Једина медаља, златна, је освојена у Хокеју на леду.
Канада је опет доминирала на хокејашком турниру Зимских олимпијских игара. Овај пут Канаду је репрезентовао тим из Торонта, Торонто варсити градси (Varsity Grads of Toronto). Екипа је била састављена од доктора, адвоката и репортера који су завршили Универзитет у Торонту, али који су се још аматерски бавили хокејом. Они су постали један од најуспешнијих клубова Канаде. Освојили су титулу првака националне сениор лиге 1925. године, тада титула првака Канаде, затим су постали прваци универзитетског првенства 1926. године и злато на Зимским олимпијским играма 1928. године. 
Приликом доласка на Олимпијски турнир, ова екипа је толико импресионирала олимпијске званичнике да су им понудили да се направи квалификациони систем такмичења у којем би остале екипе учествовале а Канадска репрезентација би у том случају тек почела своје утакмице у рунди која је укључивала борбу за медаље.
Канадски тим, предвођен Џоном Портером и Џозефом „Стонвол“ Саливеном, је просто збрисао све противнике на турниру. Прво је побеђена Шведска са 11:0 па одмах после тога и Велика Британија са 14:0. Током ове друге утакмице чак су и канадски навијачи почели да навијају за противнике тражећи бар мало јачу игру. У финалној утакмици Канада је опет доминирала и победила је Швајцарску са 13:0. Канада је остварила три победе из три утакмице и остварила позитивну гол-разлику од 38:0.
После игара канадски тим је још остао у Европи да игра егзибиционе утакмице и тада је тај тим био називан „најбољим хокејашким тимом виђеним у Европи“.

### Освојене медаље на ЗОИ
| Освојене медаље канадских спортиста на ЗОИ 1928. |                      |       |        |        |        |
| Спортиста                                        | Спорт                | Злато | Сребро | Бронза | Укупно |
| Хокеј на леду                                    | Хокеј на леду, мушки | 1     | 0      | 0      | 1      |
| Укупно                                           | 1                    | 1     | 0      | 0      | 1      |

## Скијашко трчање
Мушки
| Дисциплина | Скијаш          | Трка    | Трка     |
| Дисциплина | Скијаш          | Време   | Позиција |
| ---------- | --------------- | ------- | -------- |
| 18         | Мерит Патман    | 2'22:40 | 41       |
| 18         | Вилијам Томпсон | 2'12:24 | 38       |

## Уметничко клизање
Мушки
| Клизач            | Дисциплина        | ЦФ | ФС | Позиција | Поена   | Пласман |
| ----------------- | ----------------- | -- | -- | -------- | ------- | ------- |
| Џек Иствуд        | Мушки појединачно | 17 | 15 | 106      | 1136.25 | 16      |
| Монтгомери Вилсон | Мушки појединачно | 11 | 16 | 92       | 1345.00 | 13      |

Жене
| Клизач                  | Дисциплина       | ЦФ | ФС | Позиција | Поена   | Пласман |
| ----------------------- | ---------------- | -- | -- | -------- | ------- | ------- |
| Констанс Вилсон-Самјуел | Жене појединачно | 5  | 5  | 35       | 2173.00 | 6       |
| Сесил Смит              | Жене појединачно | 2  | 8  | 32       | 2213.75 | 5       |

Парови
| Клизачи             | Поена | Скор  | Пласман |
| ------------------- | ----- | ----- | ------- |
| Мод Смит Џек Иствуд | 95.5  | 67.25 | 10      |

## Хокеј на леду

### Финална рунда
Три првопласирана тима из све три квалификационе групе и тим Канаде су играле свака против сваке да би се одредио редослед за медаље.
| Репрезентација   | Ут | По | Из | ГД | ГП |
| ---------------- | -- | -- | -- | -- | -- |
| Канада           | 3  | 3  | 0  | 38 | 0  |
| Шведска          | 3  | 2  | 1  | 7  | 12 |
| Швајцарска       | 3  | 1  | 2  | 4  | 17 |
| Велика Британија | 3  | 0  | 3  | 1  | 21 |

| February 17 | Канада     | 11:0 (4:0,5:0,2:0) | Шведска          |
| February 18 | Канада     | 14:0 (6:0,4:0,4:0) | Велика Британија |
| February 19 | Швајцарска | 0:13 (0:4,0:4,0:3) | Канада           |

### Голгетер
| Држава         | Ут | Гол | Асист | Поена |
| -------------- | -- | --- | ----- | ----- |
| Давид Тротијер | 3  | 12  | 3     | 15    |

## Нордијска комбинација
Дисциплине:
- 18  скијашко трчање
- скијашки скокови

Скијашко трчање на 18  и скијашки скокови су били спојени у једну дисциплину, Нордијску комбинацију. Неки скијаши су се пријавили у скијашком трчању појединачно и Нордијској комбинацији, надајући да ће освојити више медаља, међутим број такмичара из једне државе је био ограничен тако да се многи нису могли пријавити. Резултати скијашких скокова су се рачунали само у дисциплини Нордијске комбинације.
| Такмичар        | Дисциплина  | Скијашко трчање | Скијашко трчање | Скијашко трчање | Скијашки скокови | Скијашки скокови | Скијашки скокови | Скијашки скокови | Резултат | Резултат |
| Такмичар        | Дисциплина  | Време           | Поена           | Позиција        | Дистанца 1       | Дистанца 2       | Укупно поена     | Позиција         | Поена    | Позиција |
| --------------- | ----------- | --------------- | --------------- | --------------- | ---------------- | ---------------- | ---------------- | ---------------- | -------- | -------- |
| Вилијам Томпсон | Појединачно | Није завршио    | –               | –               | –                | –                | –                | –                | DNF      | –        |
| Мерит Путман    | Појединачно | 2'22:40         | 0.000           | 26              | 35.0             | 37.5             | 9.708            | 26               | 4.854    | 27       |

## Скијашки скокови
| Скакач       | Дисциплина          | Скок 1 (Дуж.) | Скок 2 (Дуж.) | Укупно | Укупно   |
| Скакач       | Дисциплина          | Скок 1 (Дуж.) | Скок 2 (Дуж.) | Поена  | Позиција |
| ------------ | ------------------- | ------------- | ------------- | ------ | -------- |
| Жерард Дупус | Нормална скакаоница | 49.0          | 57.0          | 15.500 | 15       |

## Брзо клизање
Мушки
| Дисциплина | Клизач       | Трка    | Трка     |
| Дисциплина | Клизач       | Време   | Позиција |
| ---------- | ------------ | ------- | -------- |
| 500        | Рос Робинсон | 45.9    | 14       |
| 500        | Вили Логан   | 45.2    | 11       |
| 500        | Чарли Горман | 43.9    | 7        |
| 1500       | Вили Логан   | 2:35.6  | 21       |
| 1500       | Рос Робинсон | 2:32.3  | 17       |
| 1500       | Чарли Горман | 2:28.4  | 12       |
| 5000       | Вили Логан   | 10:10.3 | 29       |
| 5000       | Рос Робинсон | 9:38.9  | 22       |